# Réseau des entreprises d'économie sociale de l'Estrie
Le Réseau des entreprises d'économie sociale de l'Estrie rassemble les acteurs pour le développement des coopératives et des organismes à but non lucratif (OBNL) marchands en Estrie au Québec. Il vise à développer l’économie sociale marchande en Estrie par la force du réseautage.
L'Estrie compte 305 entreprises d’économie sociale, dont 52 % sont des coopératives et 48 % des organismes à but non lucratif. La société de développent économique Sherbrooke Innopole gère un fonds de développement qui soutient le démarrage, le développement et la consolidation d'entreprises d'économie sociale.

### Sources
- Le Réseau de l'économie sociale de l'Estrie
- Les conditions de succès dans l'émergence d'entreprises d'économie sociale en Estrie dans les contextes rural et urbain